# Megan R. Gunnar
Megan R. Gunnar (* 1951) ist eine US-amerikanische Entwicklungspsychologin (Entwicklungs-Psychobiologie) an der University of Minnesota.

## Leben und Wirken
Gunnar erwarb 1973 am Mills College einen Bachelor in Psychologie und 1978 bei Eleanor Maccoby an der Stanford University einen Ph.D. in Entwicklungspsychologie. Als Postdoktorandin arbeitete sie bei Seymour Levine an der Stanford Medical School, bevor sie 1979 am Institut für Kindheitsentwicklung der University of Minnesota eine erste Stelle als Assistant Professor erhielt. Hier ist sie heute (Stand 2024) Regents Professor und Distinguished McKnight University Professor. Von 2011 bis 2020 war sie Direktorin des dortigen Institute of Child Development.
Megan Gunnar ist bekannt für ihre Arbeiten zur Entwicklung und Regulation der Stress-Physiologie bei Kindern und zur Wirkung von frühkindlicher Deprivation (insbesondere Verwaisung und Misshandlung) auf Stressregulation und Verhaltensentwicklung.
Gunnar hat laut Google Scholar einen h-Index von 127, laut Datenbank Scopus einen von 91 (jeweils Stand September 2024).

## Auszeichnungen (Auswahl)
- 2017 Mitglied der American Academy of Arts and Sciences[1][5]
- 2018 Präsidentin der International Society for Developmental Psychobiology[6]
- 2022 Mitglied der National Academy of Sciences[2]